# Келли, Нэнси
Нэнси Келли (англ. Nancy Kelly, 25 марта 1921 — 2 января 1995) — американская актриса, номинантка премии «Оскар» в 1956 году.

## Биография

### Карьера
Нэнси Келли родилась в городе Лоуэлл, штат Массачусетс. В кино она начала сниматься ещё в детском возрасте, за что в американской прессе её прозвали «самым коммерчески успешным ребёнком-актёром Америки». С 1933 по 1934 год она также работала на радио, где озвучивала Дороти Гейл из «Волшебника страны Оз».
Её взрослые роли также были довольно успешны. Она дважды становилась обладательницей премии «Сары Сиддонс» за свою работу в театре Чикаго, а также премии «Тони» за свою роль в пьесе «Плохое потомство», киноверсия которой в 1956 году принесла ей номинацию на «Оскар». Актриса также снималась и в телевизионных телесериалах, включая «Час Альфреда Хичкока», в одном из эпизодов которого у неё была главная роль.
За свой вклад в киноиндустрию Нэнси Келли была удостоена именной звезды на Голливудской аллее славы.

### Семья
Актриса была старшей сестрой американского актёра Джека Келли, к тому же у них было большое внешнее сходство. Карьера Нэнси Келли была более успешной, чем у её брата, который снимался в основном на телевидении.
Келли трижды была замужем. Её первым мужем был актёр Эдмонд О’Брайен (1941—1942), вторым Фред Джекман мл. (1946—1950), а третьим Уоррен Каро (1955—1968), от которого она родила дочь.
Нэнси Келли умерла в 1995 году от осложнений сахарного диабета. Она похоронена на кладбище «Мемориал Парк» в Вествуд-Виллидже, Лос-Анджелес.

## Избранная фильмография
- Дурная кровь (1956) — Кристин Пенмарк
- Женщина, которая вернулась (1945) — Лона Уэбстер
- Тайна пустыни Тарзана (1943) — Конни Брайс
- Дружественные враги (1942) — Джан Блок
- К берегам Триполи (1942) — Хелен Хант
- Одна ночь в тропиках (1940) — Синтия Меррик
- Джесси Джеймс (1939) — Зэрельда Кобб
- Великий Гэтсби (1926)

## Награды
- «Тони» 1955 — «Лучшая актриса второго плана в пьесе» («Плохое потомство»)